# Коренни народи
Коренни народи, наричани също аборигенни народи, туземни народи или автохтонни народи, се наричат етнически групи, първоначално обитаващи даден регион, за разлика от групите, които са се заселили, окупирали или колонизирали региона след тях.
Населението обикновено се определя като коренно, когато поддържа своите традиции или други аспекти от културата, свързвана с даден регион. Не всички коренни народи споделят тази характеристика. Понякога те възприемат значителни елементи от колонизиращата култура, като облекло, религия или език. Коренните народи могат да водят уседнал или номадски начин на живот, но обикновено исторически се свързват с територията, от която зависят. Туземни общества се срещат във всяка обитавана климатична зона по света. Според някои оценки, общото население на коренните народи варира между 220 и 350 милиона души.
Тъй като суверенитетът, икономическото положение и достъпа до ресурси на коренните народи често са застрашени, политическите им права са обект на международно законодателство от страна на организации като ООН, МОТ и Световната банка. Например ООН е автор на Декларация за правата на коренните народи, третираща колективните им права по отношение на култура, идентичност, език и достъп до работа, здравеопазване, образование и природни ресурси, с която националните политики на страните-членки следва да се съобразяват.
Международният ден на коренните народи по света се празнува всяка година на 9 август.

## Определение
Прилагателното туземен исторически се използва по отношение на произхода на животни и растения. Терминът туземно население започва да се използва към края на 20 век по отношение на културно обособени групи, засегнати от колонизация. Всеки народ, етническа група или общество може да бъде описано като туземно по отношение на даден регион или място, които те смятат за традиционна племенна земя.
Според Джеймс Аная коренните народи са „оживелите потомци на обитавалите земите преди нашествието на други заселници, които сега доминират. Това са културно различими групи, които се оказват погълнати от другите заселници в резултат на завоевания“. Те образуват недоминиращи сектори в съвременното общество и са решени да запазват, развиват и предават на бъдещите поколения териториите на предците и тяхната етническа идентичност, като основа на тяхното съществуване като народ, съгласно техните културни модели, обществени институции и законови системи.

### Национални определения
През историята си различните държави обозначават групите, признати за коренно население, според международното и националното законодателство. Коренните народи включват и групи, според тяхното потомство от население, което населява държавата, когато чужди религии и култури пристигат или когато задържат някои или всички от обществените, икономическите, културните и политическите си институции, но които са изместени от традиционните им области или които са се преместили извън традиционните им области.
Статутът на коренните групи в тази връзка може да бъде характеризиран като ефективно маргинализиран, изолиран или такъв с минимално участие, в сравнение с групите на мнозинството или на нацията като цяло. Тяхната способност да влияят и участват на външните политики, които може да упражняват юрисдикция върху техните традиционни земи и практики, може да бъде често силно ограничена. Тази ситуация може да продължи дори, когато коренното население е повече от това на другите жители на региона или държавата. Определящото понятие тук е отделяне от решенията и регулационните процеси, които имат определено влияние върху аспекти от тяхната общност и право на земя.
Присъствието на външни закони, претенции и културни нрави потенциално или в действителност имат ограничителен ефект върху практиките и честванията на туземното общество. Тези ограничения могат да се наблюдават, дори когато туземното общество се регулира основно от собствените си традиции и обичаи. Ограниченията могат да се налагат целенасочени или да възникват като неочаквана последица от транс-културни взаимоотношения. Те могат да имат осезаем ефект, дори когато са в сила чужди влияния, считани за полезни и поощряващи туземните права и интереси.

### ООН
През 1982 г. ООН приема като начално определение формулировка, представена от Хосе Мартинес-Кобо, специален докладчик на ООН за дискриминацията на коренното население. Това определение има някои ограничения, защото определението се прилага основно към доколониалното население и вероятно би изключвано други изолирани или маргинални общества.
Коренните общества, народи и нации са тези, които, имайки историческа приемственост на доколониални общества, които са се развивали на територията им, се считат за различни от други сектори на обществото, които днес преобладават на тези територии или части от тях. Те образуват недоминиращи сектори на обществото и са решени да опазват, развиват и предават към бъдещи поколения техните потомствени територии и тяхната етническа идентичност като основа на тяхното съществуване като народ, в съответствие с техните културни модели, обществени институции и законови системи.
Основният тласък при зачитането на туземната идентичност идва от следколониалните движения и от вземането предвид на историческото въздействие върху народите от европейския империализъм. През май 2016 г. Петнадесетата сесия на Постоянния форум за туземните проблеми на ООН (UNPFII) утвърждава, че коренните народи (наричани също аборигенни народи, туземни народи и автохонни народи) са отделни групи, защитени от международната и националната законодателна власт и имащи набор от специфични права, базирани на техните лингвистични и исторически връзки с дадена територия, преди по-късното ѝ заселване, развитие и/или окупация. Сесията утвърждава, че тъй като коренните народи са уязвими на експлоатация, маргинализация, потисничество, насилствена асимилация и геноцид от държави, образувани от колонизиращо население или от политически доминиращи, различни етнически групи, първите имат право на специална защита.

## История

### Античност
Източници от Древна Гърция потвърждават предишното съществуване на коренни народи, които наричат „пеласги“. Тези народи обитават земите около Егейско море преди последвалата миграция на елините. Разположението и точната идентичност на тази стара група остават неясни, а източници като Омир, Хезиод и Херодот дават различаващи се, частично митологични сведения. Все пак е ясно, че са съществували култури, чиито характеристики се различават от развилата се впоследствие древногръцка култура и които гърците са наричали „варвари“.
Гръко-римският свят процъфтява между 250 г. пр.н.е. и 480 г. и е свързан с последователни вълни от завоевания, които обхващат повече от половината познат тогава свят. При завоюването на Европа туземните проблеми не са толкова остри, тъй като съществуващите там народи имат много общо в културно отношение с Гръко-римския свят. Но когато става въпрос за нахлуване в други части на света, като например Азия и Африка, тогава проблемът е налице.

### Европейско разширение и колониализъм
Бързото и широко разпространение на различните европейски сили от края на 15 век има дълбоко въздействие върху много от коренните народи, с които влизат в контакт. Откривателските и колониални пътешествия в Америка, Африка, Азия и Тихия океан често водят до териториални и културни конфликти и до умишленото или неумишленото преместване и унищожение на туземното население. Канарските острови имат коренно население, наречено гуанчи, чиито корени все още са обект на дискусия сред историците и лингвистите.

## Разпространение
Аборигенните общества варират от такива, които са били значително изложени на дейностите на колонизаторите (като например маите в Мексико и Централна Америка), до такива, които все още остават в сравнителна изолация от външни влияния (като например сентинелите и джарава на Андаманските острови).
Точни оценки за общия брой коренни народи по света са много трудни за съставяне, имайки предвид трудностите в идентификацията и разликите в наличните данни от преброяванията. ООН смята, че има над 370 милиона коренни народа, живеещи в над 70 страни по света, което се равнява на по-малко от 6% от общото население на света. Това включва поне 5000 различни народа.
Съвременните коренни групи живеят в популации, вариращи от няколко десетки до стотици хиляди или повече. Много аборигенни популации са преминали през драматичен спад и дори изчезване и остават застрашени в много части на света. Някои са асимилирани от други народи или са се променили коренно. Има случаи, все пак, при които коренното население търпи възстановяване и нарастване на броя.
Определени туземни общества оцеляват, въпреки че вече не обитават първоначалните си земи, поради миграция, насилствено преместване или изместване от други културни групи. В много други отношения, преобразуването на културата на коренните народи е в ход и включва постоянна загуба на езика, загуба на земите, посегателство над традиционните територии и разпадане на традиционния начин на живот поради замърсяване на земите и водите.

## Коренни народи по регион
Коренните народи са разпространени в регион из цял свят. Броят и състоянието на туземците може да варира в широки граници в даден регион. Подробното проучване може допълнително да бъде усложнено от спорно идентифициране.

### Африка
В следколониалния период, идеята за специфични коренни народи в Африка добива по-широко приемане, макар не и без противоречия. Разнообразните и многобройни етнически групи, които съставляват повечето съвременни, независими африкански държави съдържат в себе си различни народи, чиято ситуация, култура и начин на живот са маргинализирани и отделени от доминиращите политически и икономически структури на страната. От края на 20 век тези хора все повече търсят признание на правата си като отделни коренни народи, както в национален, така и в международен контекст.
Въпреки че по-голямата част от африканските народи са коренни в смисъл, че произхождат от континента, идентичността на коренно население според съвременните определения е по-ограничителна и със сигурност не всяка африканска етническа група има претенции за идентификация при това условие. Групи и общества, които имат претенции за такова признание са тези, които, поради редица исторически причини, са били изместени извън доминиращата си среда и чиито традиционни практики и земи често са обект на конфликт с държавни политики, компании и обкръжаващи доминиращи общности.
Имайки предвид широката и сложна история на човешката миграция в Африка, да бъдат „първия народ на дадена земя“ не е необходимо условие, за да бъдат приети като коренно население. По-скоро, туземната идентичност се отнася повече до набор от характеристики и обичаи, отколкото до време на пристигане. Например, няколко популации от номади, като туарегите в Сахара и Сахел, днес населяват територии, където пристигат сравнително скоро. Техните претенции за статут на коренно население се основават на тяхната маргинализация като номадски племена в държави, преобладавани от селскостопански общества.

### Америка
Коренните народи на Америка широко се считат за тези етнически групи и техните наследници, които населяват региона преди пристигането на европейските колонизатори и заселници. Коренни народи, които поддържат традиционния начин на живот, се срещат от арктичния север до южния край на Огнена земя.
Въздействието на европейската колонизация на Америка върху туземните общества е сериозно, като много специалисти изчисляват, че населението им рязко спада както поради смъртност от нови болести, така и от насилие. Обхватът на това въздействие е все още обект на дебати. Няколко народа вече са изчезнали, а други са на ръба на изчезване.
Всички държави в Северна и Южна Америка имат коренни народи в границите си. В някои държави (особено от Латинска Америка) коренните народи образуват значителна част от общото население – в Боливия те са около 56 – 70% от населението и поне половината от населението в Гватемала и Перу. В английската литература такива народи често се наричат колективно индианци. В Чили има туземни племена като мапуче в централните и южни региони и аймара на север, а също така и рапануйци, които населяват Великденските острови.
Коренните народи в Канада включват инуити и канадски метиси. Термините „индианец“ и „ескимос“ не се използват често в Канада. Към днешно време съществуват над 600 признати коренни общества с 1 272 790 (2006 г.) души, разпръснати из Канада, с отличителни аборигенни култура, език, изкуство и музика.
Инуитите са достигнали в известна степен административна автономия със създаването на териториите Нунавик, Нунатсиавут и Нунавут през 1999 г. Самоуправляващата се територия Гренландия (принадлежаща на Дания) също е дом на инуитско население, което е мнозинство (около 85%).
В САЩ комбинираното население на индианците, инуитите и други коренни народи възлиза на 2 786 652 души, което е около 1,5% от населението на САЩ към 2003 г. 563 племена са признати на федерално ниво, а ред други са признати на щатско ниво.
В Мексико приблизително 6 милиона (около 6,7% от населението на страна през 2005 г.) се самоопределят като част от коренното население. В южните щати Чиапас, Юкатан и Оахака те съставляват съответно 26,1%, 33,5% и 35,3% от населението. В тези щати са се провеждали няколко епизода на конфликти и граждански войни, в които ситуацията и участието на коренните общества са били важен фактор (вж. Сапатистка армия за национално освобождение).
Индианците съставляват 0,4% от бразилското население или около 700 000 души. Туземци се срещат из цялата територията на Бразилия, въпреки че мнозинството от тях живее в индиански резервати в северната и западната част на страната. На 18 януари 2007 г. е обявено, че в Бразилия се намират 67 различни неконтактни племена. С това Бразилия задминава остров Нова Гвинея по най-голям брой неконтактни племена.

### Азия
Обширните региони на Азия са дом на повечето днешни туземни популации, около 70% според някои оценки.

#### Западна Азия
Коренното население на Северен Ирак са асирийците. Те твърдят, че са наследници на древното Новоасирийско царство и Акадската империя и че са живели в Асирия, родината им. Към днешна дата тя е основно окупирана от Иракски Кюрдистан.
Коренното население на съвременна Източна Турция, части от Южен Кавказ и голяма част от Азербайджан са арменците. Те имат история в региона от поне 2450 г. пр.н.е. с разказа за Хаик от Мовсес Хоренаци, но също както и асирийците стават жертва на геноцид и се оказват малцинство в собствената си земя.

#### Южна Азия
Коренното население на Читагонгските хълмове в Бангладеш са будисткият народ чакма.
Най-значителните популации са в Индия, която конституционално признава ред „регистрирани касти и племена“ в границите си. Тези различни народи наброяват около 68 милиона души. Народът джат са коренното население на древна Индия и може да бъде проследен от 4 век пр.н.е.

#### Северна Азия
Руснаците нахлуват в Сибир и завладяват туземното местно население през 17 – 18 век.
Нивхите са етническа група коренна за остров Сахалин и имат малко останали говорещи езика нивх, но тяхната рибна култура е застрашена, поради развиването на нефтените находища на Сахалин от 1990-те години. 

#### Източна Азия
Айните са етническа група, туземна за остров Хокайдо и Курилските острови, както и за голяма част от Сахалин. Докато японците разширяват местообитанието си, айните са избутани на север и се бият срещу японците във Въстанието на Шакушаин и Менаси-Кунаширското въстание. През Мейджи периода айните са ограничени от правителството в малък район на Хокайдо по начин, подобен на този, при който американските индианци се поставят в резервати.
Джунгарите са коренното население на Джунгария в Северен Синдзян. Таджиките са коренния народ на района Ташкурган в Синдзян.
Народът рюкю е туземен за островите Рюкю.
Езиците на тайванските аборигени имат голямо значение в историческата лингвистика, тъй като е много вероятно Тайван да е мястото, от което са произлезли всички австронезийски езици, които са разпространени из цяла Океания.

#### Югоизточна Азия
Малайците са коренното население на Сингапур, населяващо района от австронезийската миграция. През 13 век основават Кралство Сингапура. Самото име Сингапур идва от малайски и означава „лъвски град“ (синга – „лъв“, пура – „град“).
Тямите са коренното население на държавата Тямпа, която бива покорена от Виетнам. Въпреки че са туземно население, правителството на Виетнам ги признава само за малцинство, но не и за коренен народ.
Кхмер-кром са коренното население на делтата на Меконг и Хошимин, които Виетнам откупуват от Камбоджа.
В Индонезия има от 50 до 70 милиона души, които се самоопределят като коренно население. Въпреки това, правителството на Индонезия не признава съществуването на коренни народи и класифицира всички местни индонезийци като „туземни“, въпреки ясните културни различния на етническите групи. Този проблем се споделя от много други държави в региона на АСЕАН.
Филипините имат 135 етно-лингвистични групи, повечето от които се считат за коренни народи от по-големите етнически групи в страната. Аборигенното население на Кордилерския административен регион и Долината Кагаян са игоротите. Останалите острови също се обитават от много коренни народи, а държавата има една от най-големите популации на коренно население в света.

### Европа
В Европа коренното население, което е признато от ООН за такова, е сравнително малко и основно ограничено в северните и източните части. Все пак, етническите групи, които традиционни живеят в повечето европейски държави, се считат за коренни в Европа. Това включва по-голямата част от населението на държавите.
Значими малцинства от коренни народи в Европа включват баските в Северна Испания и Южна Франция, саами в Северна Скандинавия, кримските татари в Крим, ненците, самоедите и коми в Северна Русия и черкезите в Южна Русия и Северен Кавказ.

### Океания
В Австралия коренното население на български език се обозначава под общото название аборигени, сред които има много различни племена.
Много от съвременните нации в Тихоокеанския регион първоначално са обитавани от полинезийци, меланезийци и микронезийци в продължение на хиляди години. Европейското колониално разширение в Тихия океан кара много от тези народи да преминат под чужда администрация. През 20 век няколко от тези бивши колонии добиват независимост. Все пак, различни народи проявяват претенции за признаване на туземния им статут, където островите все още са под чужда администрация., като например на Гуам, Северните Мариански острови или Маршаловите острови.
Останките на поне 25 малки човека, които са живели преди около 1000 – 3000 години, са открити на острови, принадлежащи на Палау.
В повечето части на Океания коренните народи превъзхождат потомците на колониалистите. Нова Зеландия и Хаваите са изключения. Според преброяването от 2013 г. маорите в Нова Зеландия съставят 14,9% от населението. Маорите са аборигенни за Полинезия и се заселват в Нова Зеландия сравнително късно, като миграциите се счита, че са се случили към 13 век.
Населението на Папуа Нова Гвинея е съставена преимуществено от коренни общества, като над 700 различни племенни групи са признати от общото население, наброяващо 8 милиона души. Все пак, съществуват пречки между различните туземни народи, правителството и компаниите относно правото на използване на земята и ресурсите.

## Права и други проблеми
Коренните народи срещат ред проблеми, свързани с техния статут и взаимодействие с други културни групи, както и промени в средата, населявана от тях. Някои препятствия са специфични за определени групи, но други препятствия присъстват по-често. Тези проблеми включват запазване на езика и културата, право на собственост, експлоатация на природните ресурси, политическа автономия, деградация на околната среда, бедност, здравеопазване и дискриминация.
Взаимодействието между коренните и некоренните общества през историята е сложно, варирайки от открит конфликт и поробване до взаимна полза и културен обмен. Определен аспект на антропологията се занимава с изследването на разклоненията от т.нар. „първи контакт“, който се случва, когато две култури се срещнат за пръв път. Ситуацията може допълнително да се обърка, когато има сложна и оспорвана история на миграция и населени през даден период, което може да доведе до диспути относно първоначалната собственост на земята и ресурсите.
Когато туземната културна идентичност се отстоява, често срещани обществени проблеми възникват от туземния статут. Тези проблеми често не се отнасят само за коренните народи. Въпреки разнообразието на коренните народи, може да се отбележи, че те споделят общи проблеми що се отнася до справянето с преобладаващото и нахлуващото общество. Проблемите обикновено включват заплахи, че културата на коренните народи може да бъде изгубена и че коренните народи страдат от дискриминация и от напрежение за асимилация в обкръжаващите ги общности. Известни изключения, обаче, са народите саха и коми в Русия, които днес контролират собствени автономни републики, както и инуитите в Канада, които образуват мнозинство на територията на Нунавут.
Често срещана теза е, че за човешкия вид е важно да се запази широк набор от културно разнообразие и че защитата на коренните култури е съществена за тази цел.

### Нетуземни гледни точки
Туземните народи често са определяни като примитивни, диваци или нецивилизовани. Тези термини са често срещани при разцвета на европейското колониално разширение, но продължават да се използват и днес понякога в някои общества.
През 17 век на коренните народи често е поставян етикет, че са „нецивилизовани“. Някои философи като Томас Хобс считат коренните народи за диваци, докато други ги считат за благородни. Тези, които имат виждания сходни с тези на Хобс, вярват, че имат задължението на „цивилизоват“ и „модернизират“ туземците. Днес тези термини се считат за неточни и унизителни.
След Първата световна война много европейци започват да поставят под съмнение етиката на начините, по които се „цивилизоват“ хората. По същото време антиколониалното движение, защитниците на коренните народи, твърдят, че думи като „цивилизован“ и „дивак“ са продукти и инструменти на колониализма и определят колониализма като разрушителен. Към средата на 20 век европейското отношение започва да се променя към виждания, че аборигенните народи трябва да имат право да решават сами какво да стане с техните древни култури и наследствени земи.